# Bloco dos Refugiados e Expatriados
O Bloco dos Refugiados e Expatriados (em alemão: Block der Heimatvertriebenen und Entrechteten, BHE) foi um partido político alemão fundado em 1950 para representar os interesses dos alemães expulsos dos países do leste depois da derrota alemã na Segunda Guerra Mundial. Nas eleições de 1953 obteve 5.9% dos votos e 27 lugares no Bundestag e participou no governo de Konrad Adenauer com dois ministros. Em setembro de 1955 os dois ministros e cinco deputados passaram à CDU e o BHE passou à oposição.
Nas eleições de 1957 obteve 4.7% dos votos e ficou fora do Bundestag. Em 1961 uniu-se com o Partido Alemão para formar o "Partido Pan-alemão - Bloco dos Refugiados e Expatriados". 
Ideologicamente, ainda que a nível local tenha cooperado tanto com a SPD como com a CDU, o partido era conservador e uma parte dos seus quadros dirigentes provinham do Partido Nazi, como os seus dois ministros.

## Resultados eleitorais

### Eleições federais
| Data | Método Uninominal | Método Uninominal | Método Uninominal | Método Uninominal | Método Proporcional | Método Proporcional | Método Proporcional | Método Proporcional | Deputados | +/- | Status            |
| Data | CI.               | Votos             | %                 | +/-               | CI.                 | Votos               | %                   | +/-                 | Deputados | +/- | Status            |
| ---- | ----------------- | ----------------- | ----------------- | ----------------- | ------------------- | ------------------- | ------------------- | ------------------- | --------- | --- | ----------------- |
| 1953 | 4.º               | 1 613 215         | 5,9 / 100,0       |                   | 4.º                 | 1 616 953           | 5,9 / 100,0         |                     | 27 / 509  |     | Governo           |
| 1957 | 4.º               | 1 324 636         | 4,4 / 100,0       | 1,5               | 4.º                 | 1 374 066           | 4,6 / 100,0         | 1,3                 | 0 / 519   | 27  | Extra-parlamentar |